# Тайник (деревня)
Тайник — деревня в Верхошижемском районе Кировской области в составе Угорского сельского поселения. 

## География
Находится на расстоянии примерно 25 км на восток-северо-восток от районного центра посёлка Верхошижемье. 

## История
Известна с 1763 года как займище над Талым Ключом с населением 3 человека, вотчина Успенского Трифонова монастыря. В 1873 году учтено здесь (починок Над Талым Ключем или Большой Тальник) дворов 7 и жителей 49, в 1905 3 и 20, в 1926 (уже деревня Тайник Мальцева Над Талым Ключем) 3 и 23, в 1950 10 и 44. В 1989 году проживало 5 человек. Окончательно нынешнее название утвердилось с 1939 года. Некоторое время рядом существовал еще один починок Тайник Вшивцева (Кузин), вошедший в состав деревни. Деревня носит дачный характер.

## Население
Постоянное население не было учтено как в 2002 году, так и в 2010.